# Otrick Island
Otrick Island är en ö i Kanada.   Den ligger i territoriet Nunavut, i den nordöstra delen av landet, 3 200 km nordväst om huvudstaden Ottawa. Arean är 2,3 kvadratkilometer.
Terrängen på Otrick Island är platt. Öns högsta punkt är 50 meter över havet. Den sträcker sig 3,2 kilometer i nord-sydlig riktning, och 1,1 kilometer i öst-västlig riktning.